# Zinnien
Die Zinnien (Zinnia) sind eine Pflanzengattung in der Unterfamilie der Asteroideae innerhalb der Familie der Korbblütler (Asteraceae). Die etwa 20 Arten sind ursprünglich in den USA, Mexiko, Mittel- und Südamerika verbreitet. Viele Sorten werden als Zierpflanzen verwendet.

## Beschreibung

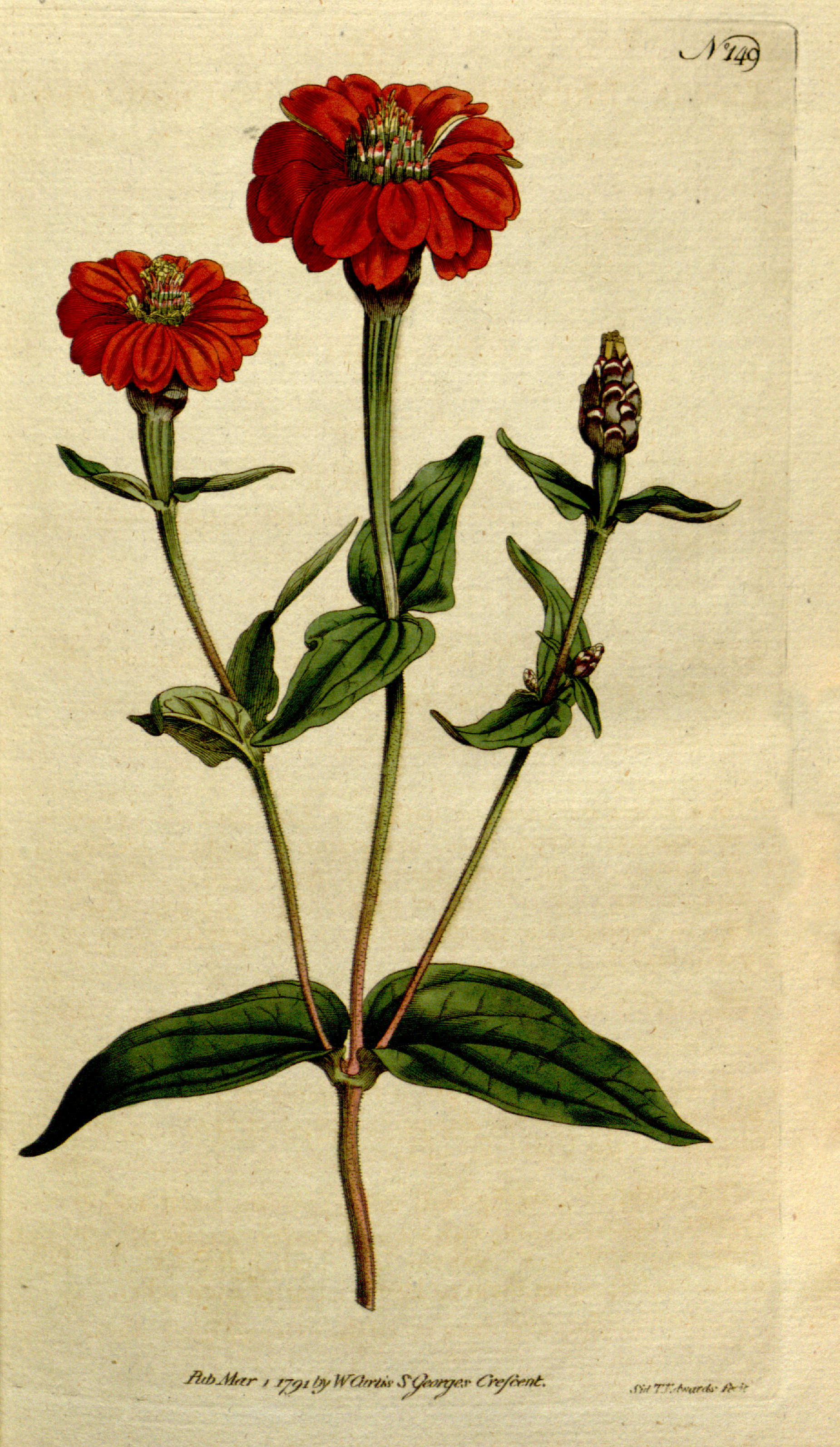
Illustration der Peruanischen Zinnie (Zinnia peruviana) aus The Botanical Magazine, Tafel 149, Band 5, 1792

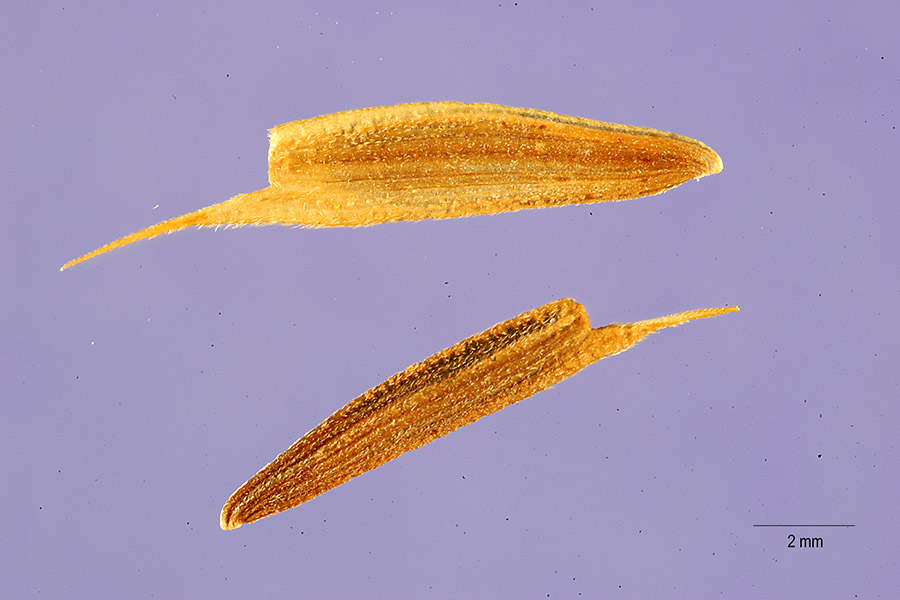
Achänen der Peruanischen Zinnie (Zinnia peruviana)

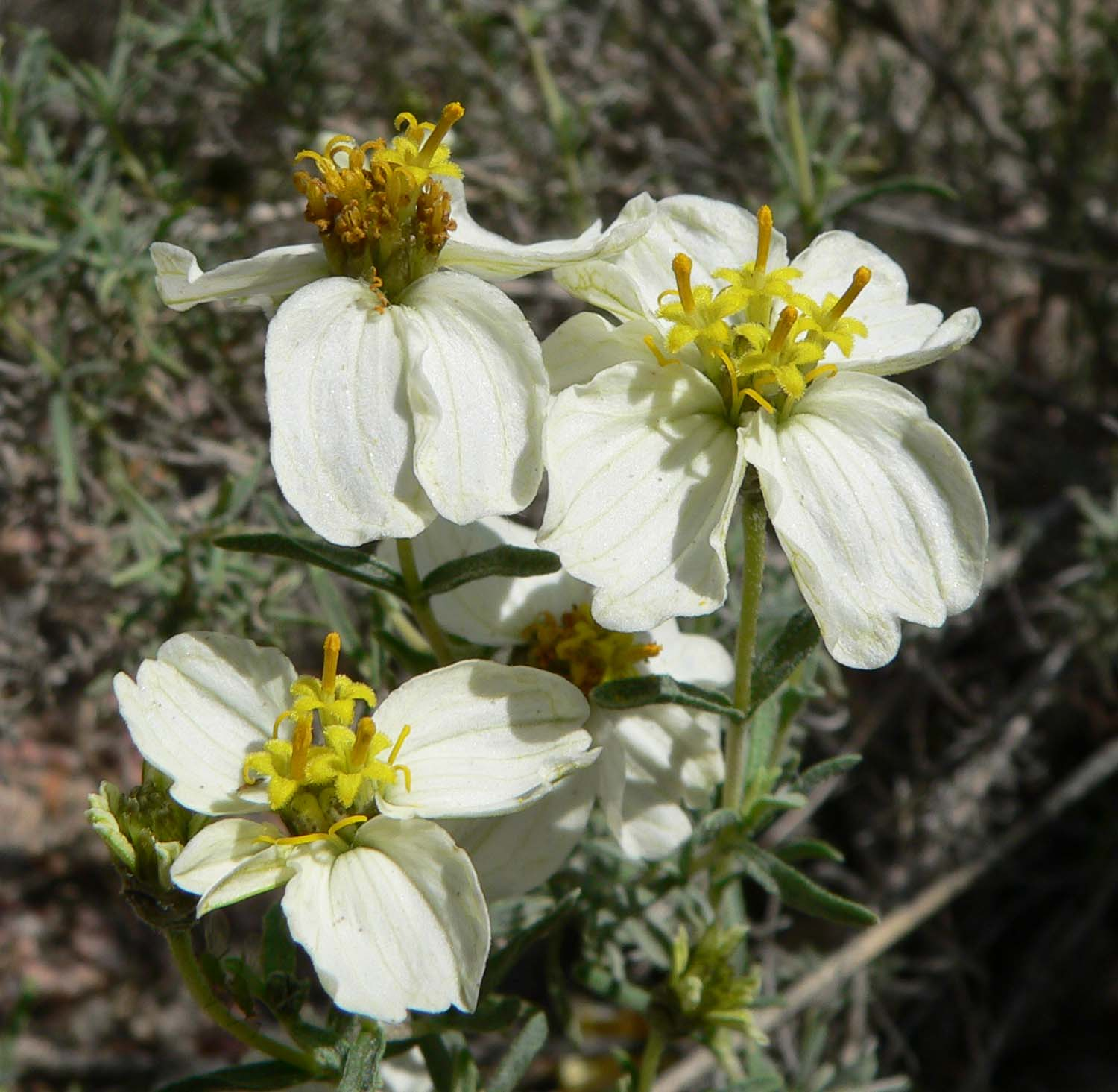
Zinnia acerosa

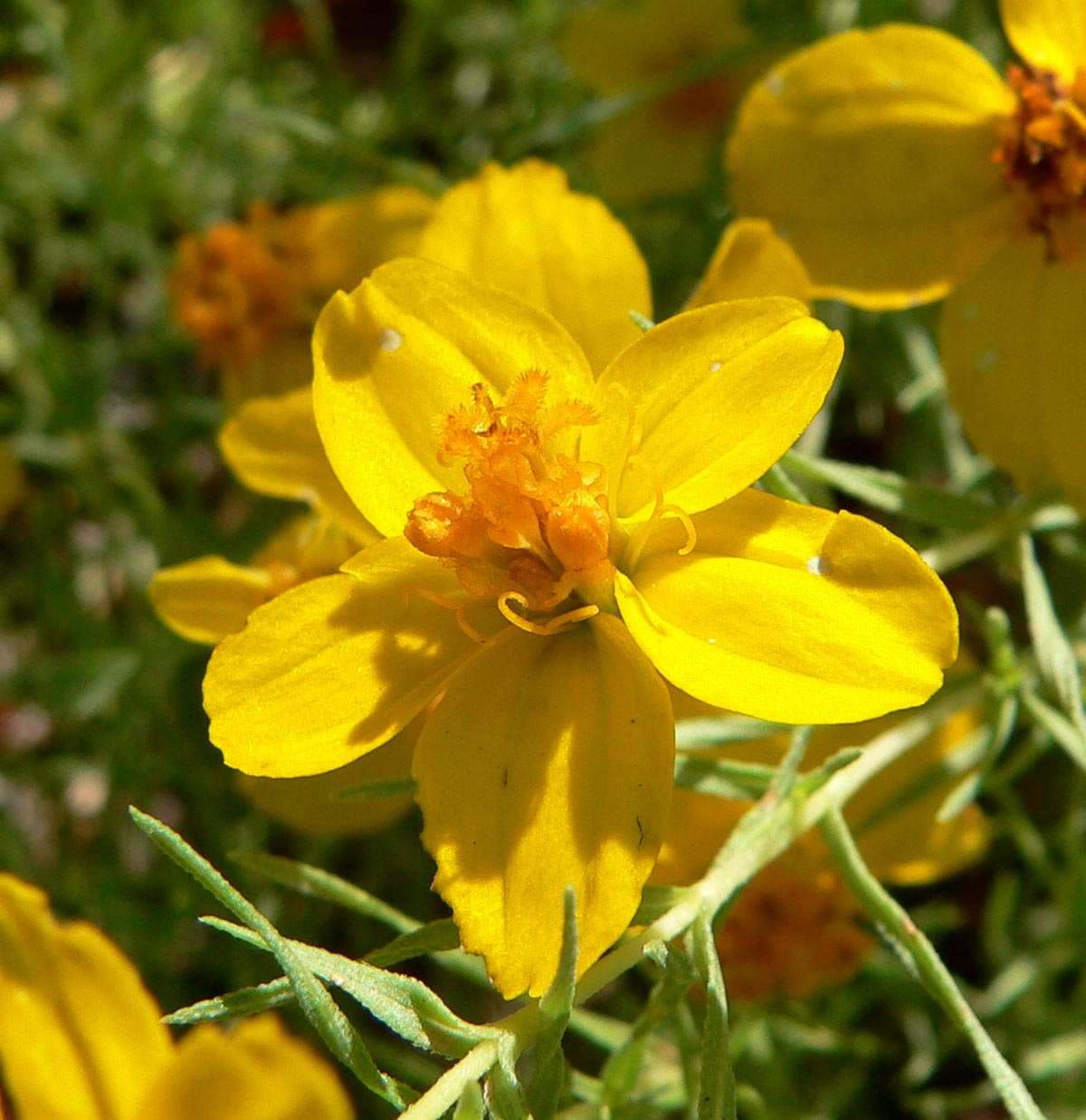
Körbchenförmiger Blütenstand von Zinnia grandiflora

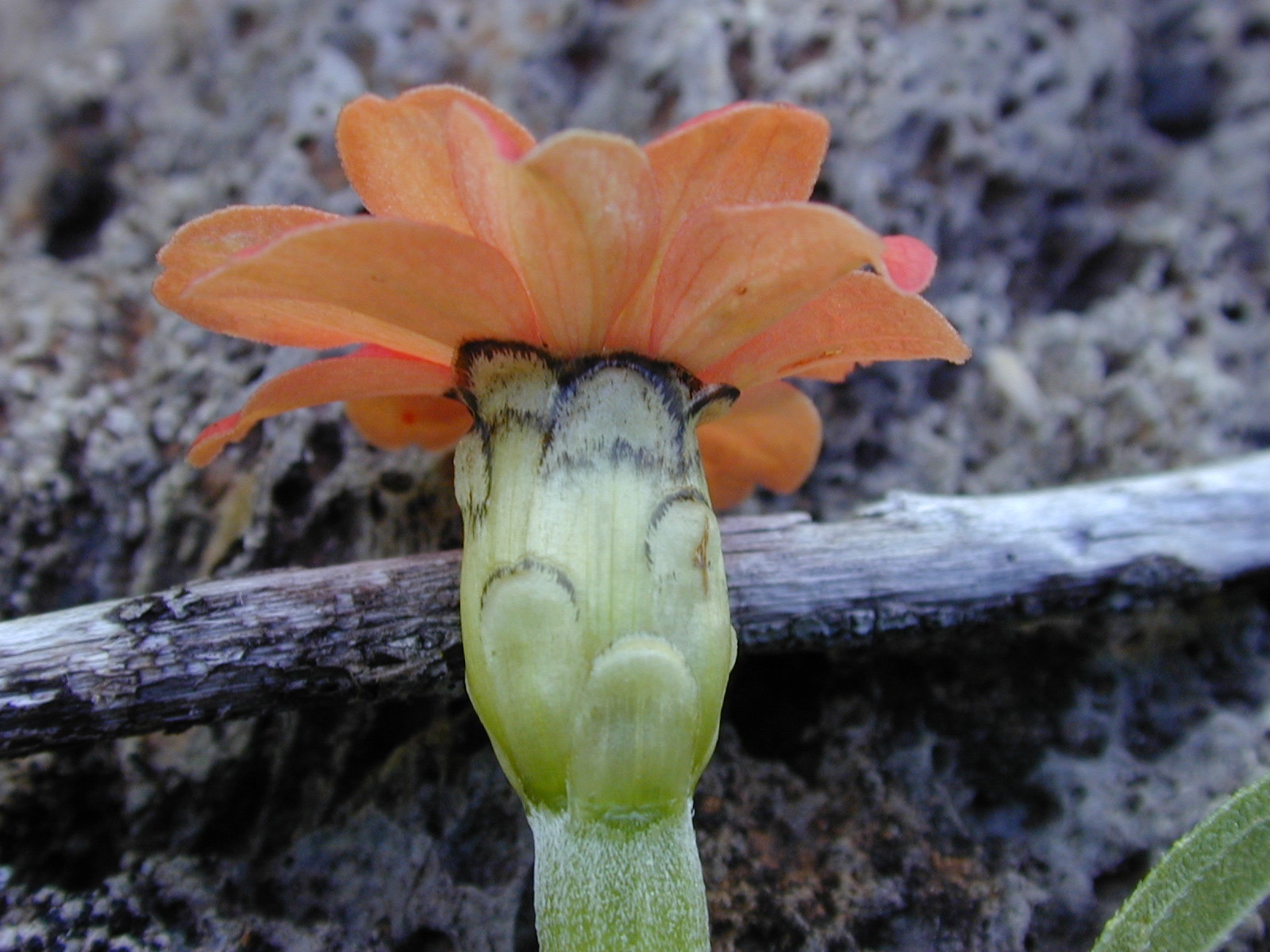
Blütenkorb von der Seite der Peruanischen Zinnie (Zinnia peruviana), die Hüllblätter sind gut zu erkennen

Zinnia-Arten wachsen als einjährige bis ausdauernde krautige Pflanzen und Halbsträucher, die je nach Art meist Wuchshöhen von etwa 10 bis 100 (selten bis zu 200) cm erreichen. Die Stängel sind aufrecht bis niederliegend. Die ungestielten Laubblätter stehen meist gegenständig, selten nur fast gegenständig an den Stängeln. Die Blattspreiten sind einfach mit glattem Rand.

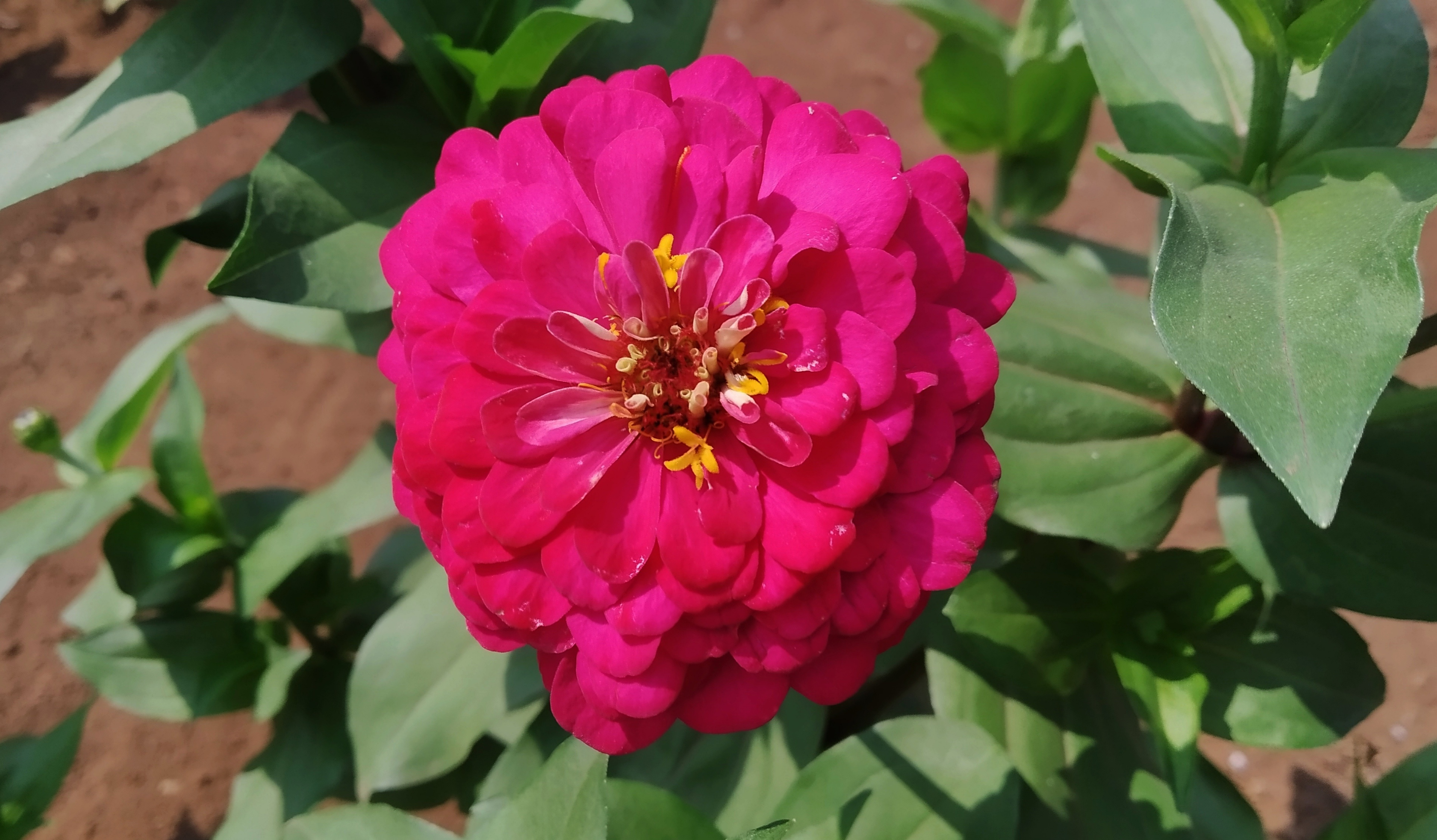
Zinnia in den Kepahiang auf Sumatra

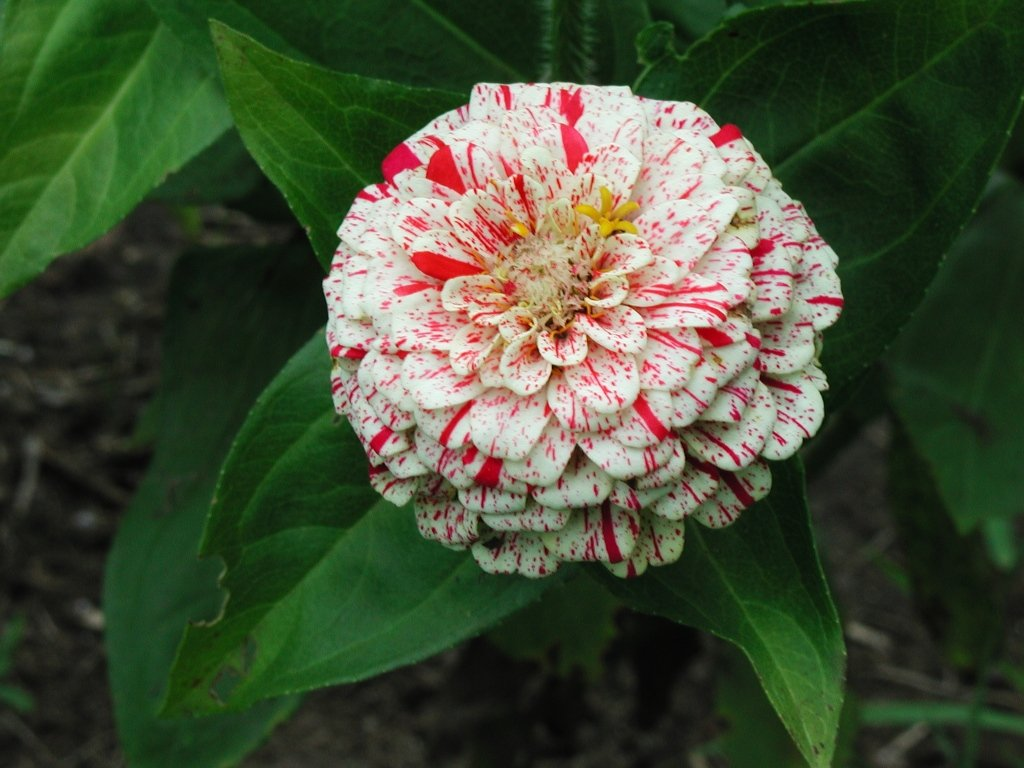
Zinnien-Sorte 'Peppermint Stick'

Die köpfchenförmigen Blütenstände stehen oft endständig auf den Stängeln. Die Blütenkörbe der Naturformen weisen Durchmesser von 5 bis 25 mm auf, bei Züchtungen können sie größer sein. In drei, vier oder mehr Reihen stehen 12 bis über 30 Hüllblätter; sie sind ungleich und die äußeren sind kürzer. Die Blütenkörbe enthalten 20 bis über 150 Röhrenblüten und fünf bis 21 (bei Zinnia anomala können sie fehlen) Zungenblüten (bei Züchtungen, besonders bei „Gefüllten“ können es mehr sein). Die weiblichen, fertilen Zungenblüten (= Strahlenblüten) weisen ein sehr großes Spektrum der Farben auf: weiß, gelb, orange, rot oder violett. Die zwittrigen, fertilen Röhrenblüten (= Scheibenblüten) sind meist gelb bis rötlich mit fünf Kronzipfeln.
Die oft dreikantigen Achänen sind dunkelbraun bis schwarz und meist 5 bis 8 (bis 13) mm lang. Ein Pappus fehlt oder besteht aus ein bis maximal vier Grannen oder zahnförmigen Schuppen.

## Systematik
Die Gattung Zinnia wurde durch Carl von Linné aufgestellt. Der Gattungsname Zinnia ehrt den deutschen Arzt und Botaniker Johann Gottfried Zinn (1727–1759). Synonyme für Zinnia L. sind: Crassina Scepin, Diplothrix DC., Mendezia DC., Tragoceros Kunth.
Es gibt 17 bis 20 Zinnia-Arten:
- Zinnia acerosa (DC.) A.Gray (Syn.: Zinnia pumila A.Gray): Sie ist in den südlichen US-Bundesstaaten Arizona, New Mexico sowie Texas und in den mexikanischen Bundesstaaten Chihuahua, Coahuila, Durango, Nuevo León, San Luis Potosí, Sonora sowie Zacatecas verbreitet.[3]
- Zinnia americana (Mill.) Olorode & A.M.Torres: Sie wurde aus Mexiko erstbeschrieben.
- Schmalblättrige Zinnie (Zinnia angustifolia Kunth)
- Zinnia anomala A.Gray: Sie ist von Texas bis zu den mexikanischen Bundesstaaten Coahuila, Nuevo León, Zacatecas verbreitet.[3]
- Zinnia bicolor (DC.) Hemsl.: Sie ist in den mexikanischen Bundesstaaten Chihuahua, Durango, San Luis Potosí, Zacatecas, Guanajuato,  Jalisco und Nayarit verbreitet.[2]
- Zinnia citrea A.M.Torres: Sie ist in den mexikanischen Bundesstaaten Coahuila und San Luis Potosí verbreitet.[2]
- Zinnie (Zinnia elegans Jacq., Syn.: Zinnia violacea Cav.): Sie ist in weiten Gebieten Mexikos verbreitet.[2] Ob der gültige Name Zinnia elegans Jacq.[2] oder Zinnia violacea Cav.[3] ist, wurde kontrovers diskutiert. Seit 2012 ist aber der Name Zinnia elegans konserviert.[2]
- Zinnia flavicoma (DC.) Olorode & Torres: Sie kommt im zentralen und im südlichen Mexiko vor.[5]
- Zinnia grandiflora Nutt.: Sie ist in den US-Bundesstaaten Arizona, Colorado, Kansas, New Mexico, Oklahoma sowie Texas und in den mexikanischen Bundesstaaten Chihuahua, Coahuila, Sonora sowie Zacatecas verbreitet.[3]
- Haage-Zinnie (Zinnia haageana Regel): Sie kommt ursprünglich in Mexiko vor und ist in Frankreich, Thailand und auf Java ein Neophyt.[5]
- Zinnia juniperifolia (DC.) A.Gray: Sie ist in den mexikanischen Bundesstaaten Coahuila, San Luis Potosí, Tamaulipas und Zacatecas verbreitet.[2]
- Zinnia maritima Kunth: Sie wurde aus Mexiko erstbeschrieben.
- Zinnia microglossa (DC.) McVaugh: Sie kommt in den mexikanischen Bundesstaaten Guanajuato und Jalisco vor.[2]
- Zinnia oligantha I.M.Johnst.: Sie kommt im nördlichen und westlichen Mexiko vor.[5]
- Peruanische Zinnie (Zinnia peruviana (L.) L., Syn.: Zinnia pauciflora Phil.): Sie ist in der Neotropis weitverbreitet vom südöstlichen Arizona, über weite Gebiete Mexikos und Zentralamerika (Guatemala, Honduras, Nicaragua) sowie Hispaniola bis Südamerika (Venezuela, Bolivien, Kolumbien, Ecuador, Peru, Argentinien, Paraguay).[2] Sie ist in vielen Gebieten der, beispielsweise in südlichen US-Bundesstaaten (Florida, Georgia, North Carolina, South Carolina), in China, Südafrika sowie Australien ein Neophyt.[3]
- Zinnia purpusii Brandegee: Sie kommt in Mexiko vor.[5]
- Zinnia tenuis (S.Watson) Strother: Sie kommt in den mexikanischen Bundesstaaten Sonora, Durango und Chihuahua vor.[5]
- Zinnia venusta (A.M.Torres) Olorode & A.M.Torres: Sie kommt in den mexikanischen Bundesstaaten Michoacán und Guerrero vor.[5]
- Zinnia zinnioides (Kunth) Olorode & Torres: Sie kommt in Mexiko vor.[5]

Folgende ehemals der Gattung Zinnia zugerechnete Art wird aktuell einer anderen Gattung zugeordnet:
- Zinnia bidens Retz. → Glossocardia bidens (Retz.) Veldkamp

## Nutzung
In den gemäßigten bis subtropischen Gebieten werden Zinnien-Sorten vor allem als einjährige Zierpflanzen in Parks und Gärten verwendet. Zinnien-Sorten werden von Schmetterlingen als „Nektarpflanze“ aufgesucht und deshalb gerne kultiviert. Oft sind die Ziersorten Hybriden aus Zinnia angustifolia und Zinnia violacea.
Hier eine Bilderreihe mit den bestäubenden Insekten:

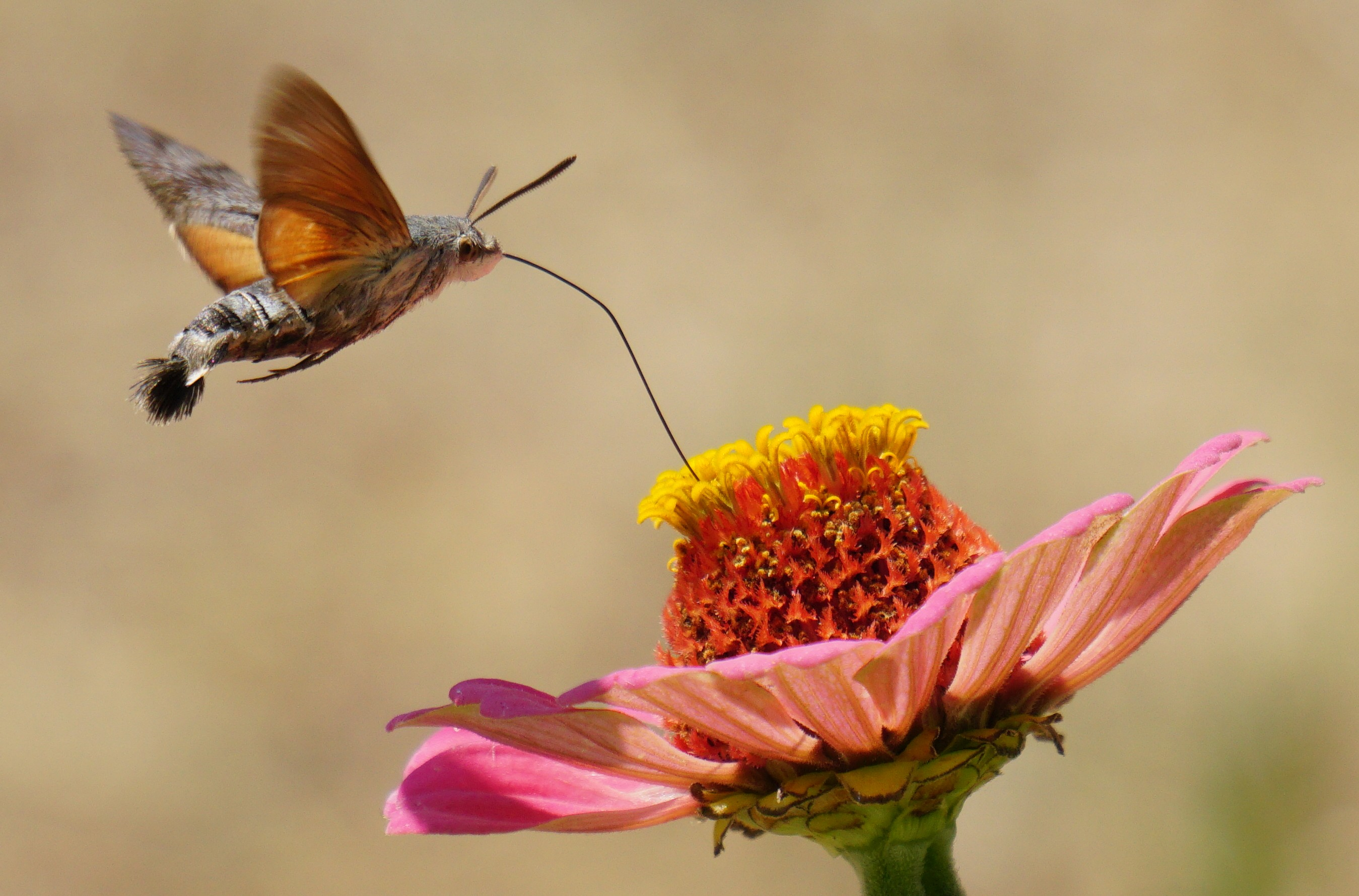
Taubenschwänzchen
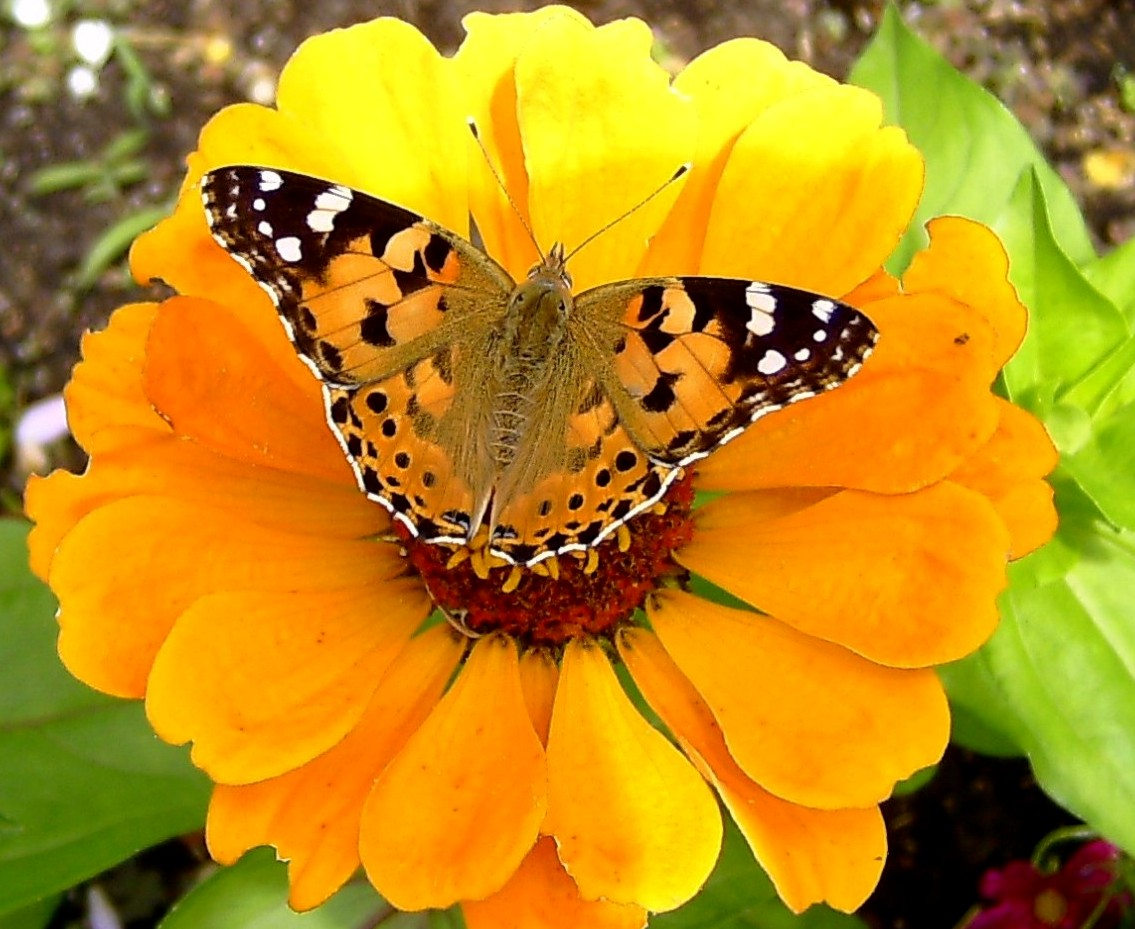
Distelfalter
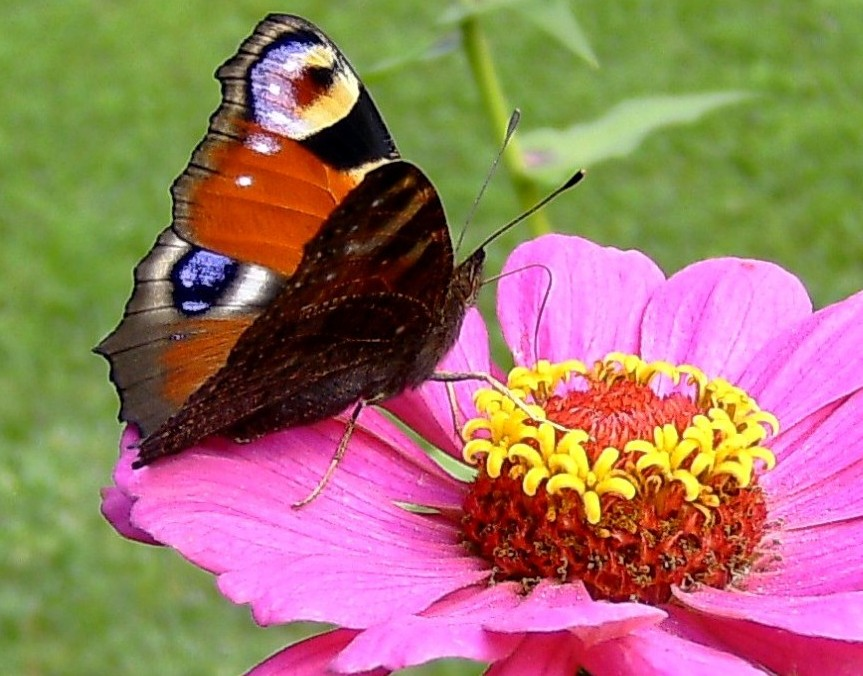
Tagpfauenauge
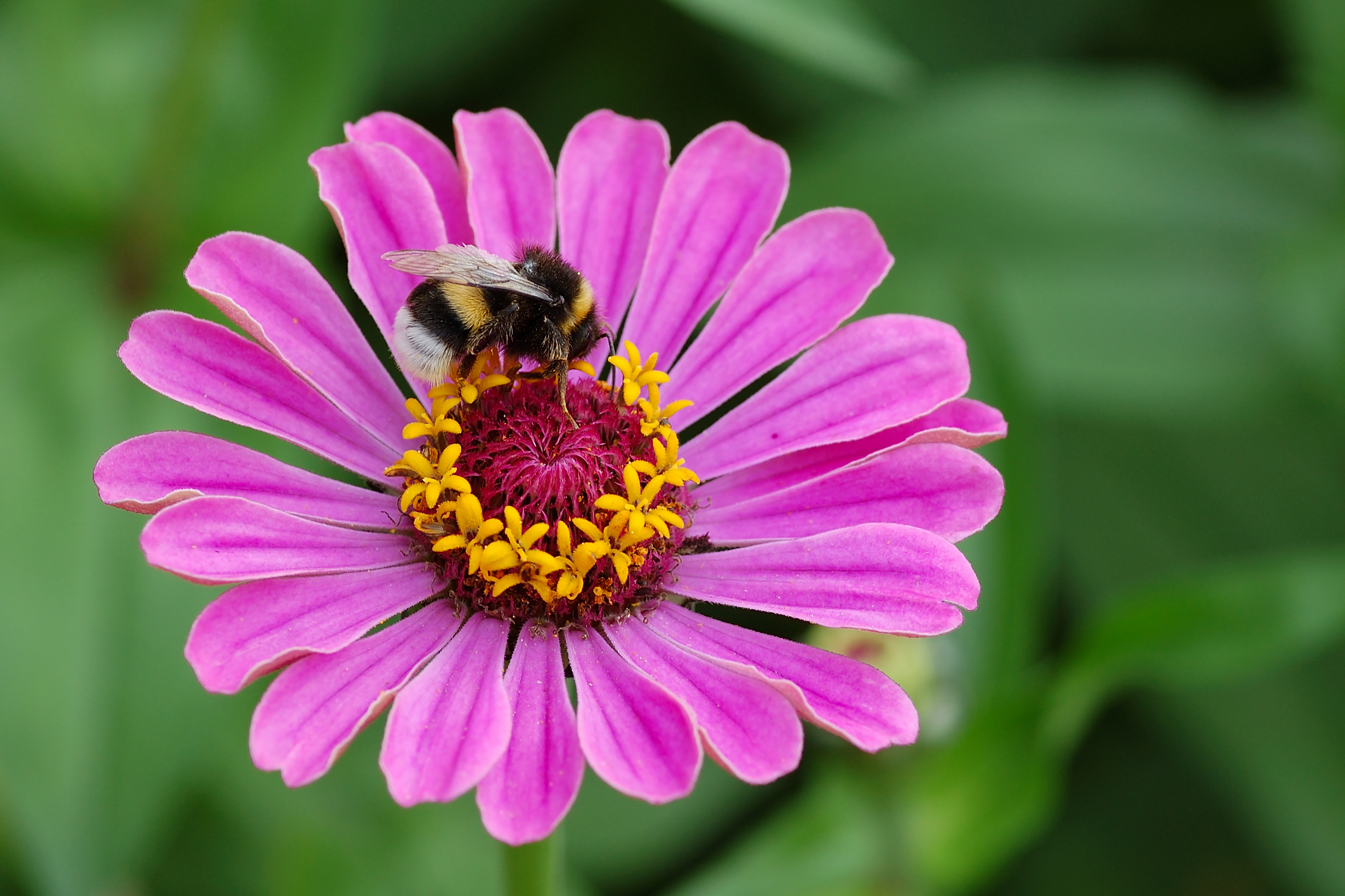
Dunkle Erdhummel